# رودخانه تارکولس
رودخانه تارکولس (به انگلیسی: Tárcoles River) رودخانه‌ای است که در کاستاریکا جریان دارد.